# 17930 Kennethott
17930 Kennethott (1999 GE24) là một tiểu hành tinh vành đai chính được phát hiện ngày 6 tháng 4 năm 1999 bởi nhóm nghiên cứu tiểu hành tinh gần Trái Đất phòng thí nghiệm Lincoln ở Socorro.